# Шестерівка
Ше́стерівка — село в Україні, у Вовчанській міській громаді Чугуївського району Харківської області. Населення становить 12 осіб. До 2020 орган місцевого самоврядування — Симинівська сільська рада.

## Географія
Село Шестерівка знаходиться в балці Земляний Яр, по якій протікає річка Земляний Яр, яка через 2 км впадає в річку Пільна, на річці велика загата (~ 15 га), нижче за течією примикає село Лосівка, за 4 км — колишнє село Максимівка.

## Історія
12 червня 2020 року, відповідно до Розпорядження Кабінету Міністрів України  № 725-р «Про визначення адміністративних центрів та затвердження територій територіальних громад Харківської області», увійшло до складу Вовчанської міської громади.
19 липня 2020 року, в результаті адміністративно-територіальної реформи та ліквідації Вовчанського району, село увійшло до складу Чугуївського району.